# Pegomya palaestinensis
Pegomya palaestinensis är en tvåvingeart som beskrevs av Willi Hennig 1973. Pegomya palaestinensis ingår i släktet Pegomya och familjen blomsterflugor.
Artens utbredningsområde är Israel. Inga underarter finns listade i Catalogue of Life.